# Oleg Kopajev
Oleg Kopajev, rusky Олег Павлович Копаев, (28. listopadu 1937 Jelec – 3. dubna 2010 Rostov na Donu) byl ruský fotbalista, útočník, jenž reprezentoval někdejší Sovětský svaz.

## Fotbalová kariéra
V nejvyšší soutěži Sovětského svazu hrál za CSKA Moskva a SKA Rostov na Donu. Nastoupil ve 259 ligových utkáních a dal 118 gólů. Byl nejlepším střelcem sovětské ligy v letech 1963 a 1965. Za reprezentaci Sovětského svazu nastoupil v letech 1965–1966 v 6 utkáních. Byl členem reprezentace Sovětského svazu na mistrovství Evropy ve fotbale 1964, získal s týmem stříbrnou medaili za 2 místo, ale do utkání nenastoupil.

## Ligová bilance
| Ročník                               | Zápasy | Góly | Klub               |
| ------------------------------------ | ------ | ---- | ------------------ |
| Sovětská fotbalová Vysšaja liga 1958 | 2      | 0    | CSKA Moskva        |
| Sovětská fotbalová Vysšaja liga 1959 | 10     | 2    | SKA Rostov na Donu |
| Sovětská fotbalová Vysšaja liga 1960 | 10     | 1    | SKA Rostov na Donu |
| Sovětská fotbalová Vysšaja liga 1961 | 26     | 5    | SKA Rostov na Donu |
| Sovětská fotbalová Vysšaja liga 1962 | 29     | 11   | SKA Rostov na Donu |
| Sovětská fotbalová Vysšaja liga 1963 | 36     | 27   | SKA Rostov na Donu |
| Sovětská fotbalová Vysšaja liga 1964 | 25     | 10   | SKA Rostov na Donu |
| Sovětská fotbalová Vysšaja liga 1965 | 32     | 18   | SKA Rostov na Donu |
| Sovětská fotbalová Vysšaja liga 1966 | 27     | 14   | SKA Rostov na Donu |
| Sovětská fotbalová Vysšaja liga 1967 | 27     | 17   | SKA Rostov na Donu |
| Sovětská fotbalová Vysšaja liga 1968 | 35     | 13   | SKA Rostov na Donu |
| CELKEM 1. liga                       | 259    | 118  |                    |